# Ali Srour
Ali Srour (en Arabe : علي سرور), plus communément connu sous le nom de Prince Ali, est un boxeur norvégien d'origine libanaise né le 11 juin 1994. Il a été champion de Norvège et champion Nordique de boxe amateur à plusieurs reprises.
Après une longue période sans combats, Ali perd à son dernier championnat Nordique en finale et doit se contenter de la médaille d'argent. Il participe également au championnat d'Europe de la Jeunesse et remporte la médaille d'argent en ne perdant qu'en finale face au boxeur russe Gabil Mamedov.

## Biographie
Ali est né en 1994 à Tønsberg en Norvège, de parents libanais. Il a commencé la boxe à l'âge de 12 ans au TK Boxing Club de sa ville natale de Tønsberg. Sa carrière en amateur commence la même année, et il remporte le titre national junior huit fois, et champion Scandinave junior deux fois.[réf. nécessaire]

### Carrière
La transition vers une carrière professionnelle en boxe ne fut pas facile pour Ali. Il était supposé avoir un combat en sous carte du combat principal de Cecilia Brækhus au Oslofjord Convention Center, mais son adversaire a finalement déclaré forfait. Après cela, Ali se rend en Amérique du Sud, réside à Guadalajara et remporte ses 3 premiers combats entre décembre 2017 et mars 2018 contre deux débutants et un faire valoir. Le 20 octobre 2018, il remporte son 4e combat et dernier combat professionnel en Norvège face à Giorgi Gachechiladze. 

## Liste des combats professionnels
| 4 combats       | 4 victoires | 0 défaites |
| Avant la limite | 3           | 0          |
| Sur décision    | 1           | 0          |

| Décision possible : KO • TKO (KO technique) • UD (décision aux points unanime) • MD (décision aux points majoritaire) • SD (décision aux points partagée) • D (match nul) • NC (sans décision) • RTD (abandon) |        |                         |      |       |                 |                            |       |
| Résultat | Record | Adversaire              | Type | Round | Date            | Lieu                       | Notes |
| Victoire | 3-0    | Giorgi Gachechiladze    | UD   | 4/4   | 20 octobre 2018 | Skien, Norvège             | [ 5 ] |
| Victoire | 3-0    | Luis Ángel Dias Ramires | TKO  | 3/4   | 10 mars 2018    | Guadalajara, Mexique       | [ 6 ] |
| Victoire | 2-0    | Efrén Martínez López    | TKO  | 1/4   | 10 février 2018 | San Jose Iturbide, Mexique | [ 7 ] |
| Victoire | 1-0    | Rafael Herrera          | KO   | 2/4   | 2 décembre 2017 | Puerto Vallarta, Mexique   | [ 8 ] |